# Cuencas vertientes del Atlántico
El ítem 126 cuencas vertientes del Atlántico es un conjunto de cuencas hidrográficas chilenas ubicadas en la parte continental de la Región de Magallanes de Chile que vierten sus aguas en el océano Atlántico. Se subdivide en 9 subcuencas y 12 subsubcuencas.
En forma natural las cuencas (a ambos lado de la frontera) tienen una extensión aproximada de 8.204 km² y 6.731 km² considerando el territorio exclusivamente chileno.: 6 
A partir de los años 70 se ha ampliado el concepto de cuenca hasta entender, ya en los primeros años del siglo XXI, una cuenca hidrográfica en lo que respecta a su definición espacial y funcional, como la unidad geopolítica y socioeconómica más apropiada y racional para el desarrollo integrado de los recursos de tierras y aguas asociados a la vegetación y en conjunto con los usuarios de nivel local y regional.: 17 

Cuencas vertientes del Atlántico. Se debe hacer notar que dos sectores del ítem se encuentran en el lado oeste de la frontera y aparecen solo en la nota adicional del mapa.

## Límites
Como es de conocimiento general, en esa región el límite internacional corre de norte a sur y luego gira hacia el este sobre el paralelo 52°S.
El ítem 126 se compone de tres sectores separados: dos sectores al oeste y un sector al sur del límite internacional. Los llamaremos norte, medio y sur. 
El sector norte limita al norte con el que lo que fue el ítem 119 del inventario chileno, donde fluye el hoy el argentino río de las Vueltas, y que por dictamen de un tribunal internacional aceptado por Chile fue cedido a Argentina en 1994. Hacia el este limita con la República Argentina y hacia el oeste con la cuenca del río Pascua (117). Hacia el suroeste limita con las cuencas costeras entre límite regional y Seno Andrew (120).
El sector medio deslinda al norte y al noroeste con el mismo ítem 120 y al sur y suroeste con las cuencas costeras entre Seno Andrew, Río Hollemberg e islas al oriente (122).
El sector sur limita al norte con Argentina, principalmente el paralelo 52°S, al sur y al este con las cuencas costeras entre Laguna Blanca, Seno Otway, Canal Jerónimo y Estrecho de Magallanes (125) y al oeste con las cuencas costeras e islas entre río Hollemberg y laguna Blanca (124).: 6 

## Población y Regiones
Las cuencas están ubicadas dentro de los límites político-administrativos de la Región de Magallanes según la siguiente distribución:
| Provincia        | Comuna        | Superficie total comuna [km²] | Superficie de la comuna en la cuenca (*) [km²] | Superficie de la comuna en la cuenca [%] |
| ---------------- | ------------- | ----------------------------- | ---------------------------------------------- | ---------------------------------------- |
| Magallanes       | Laguna Blanca | 3.567                         | 1.858                                          | 52%                                      |
| Magallanes       | Río Verde     | 9.153                         | 230                                            | 3%                                       |
| Magallanes       | San Gregorio  | 6.707                         | 3.485                                          | 52%                                      |
| Última Esperanza | Natales       | 49.085                        | 1.259                                          | 3%                                       |

La zona tiene una baja densidad poblacional, con solo 188 personas en total. En Laguna Blanca viven 54 personas, en San Gregorio 76 y en Puerto Natales 58 personas, todas ellas habitantes de zonas rurales. Con ello la densidad poblacional máxima alcanza 0,05 habitante por kilómetro cuadrado en Puerto Natales.: 16 

## Subdivisiones
La Dirección General de Aguas ha dividido el ítem 126 para mejor estudio y administración en las siguientes subcuencas y subsubcuencas:
| Cuenca                             | Sub- cuenca | Subsub- cuenca | Aguas                                                        | Área drenaje km2 | Observaciones |
| ---------------------------------- | ----------- | -------------- | ------------------------------------------------------------ | ---------------- | ------------- |
| 126 Vertiente del Atlántico (mapa) |             |                |                                                              |                  |               |
| 126                                | 1260        | 12600          | Río Rubens                                                   | 532              |               |
| 126                                | 1260        | 99999          | Vertiente del Atlántico                                      | 2503             |               |
| 126                                | 1261        | 12610          | Fronterizas entre Río Rubens y Río Penitente                 | 332              |               |
| 126                                | 1262        | 12620          | Río Penitente en junta con Río del Medio                     | 677              |               |
| 126                                | 1262        | 12621          | Río del Medio                                                | 459              |               |
| 126                                | 1262        | 12622          | Río Penitente entre Río del Medio y frontera                 | 451              |               |
| 126                                | 1263        | 12630          | Fronterizas Entre Río Penitente y Río Gallegos Chico         | 812              |               |
| 126                                | 1264        | 12640          | Río Gallegos Chico                                           | 783              |               |
| 126                                | 1265        | 12650          | Fronterizas entre Río Gallegos Chico y Río Ciaike            | 244              |               |
| 126                                | 1266        | 12660          | Río Ci-aike y Río de Los Pozuelos                            | 1561             |               |
| 126                                | 1267        | 12670          | Cañadón Seco                                                 | 751              |               |
| 126                                | 1268        | 12680          | Costeras Entre Cañadón Seco y Cañadón Grande                 | 231              |               |
| total:                             | 9           | 12             | Región: XII (100%) / Tipo: Exorreica / Desemb.: O. Atlántico | 9336             |               |

## Hidrología

### Red hidrográfica

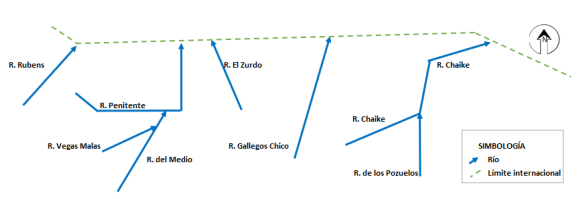
Diagrama unifilar de los ríos principales al sur del paralelo 52°S en un diagrama de la Dirección General de Aguas. Las 2 zonas al oeste del límite internacional pertenecen al campo de hielo patagónico sur y no están representadas en el diagrama. Todos estos ríos desembocan en el estuario del río Gallegos.

Los cuerpos de agua respresentados aquí son:

### Glaciares
Los sectores norte y medio, como les hemos llamado, pertenecen al campo de hielo patagónico sur, es decir, son glaciares. Entre ellos se encuentran el glaciar Spegazzini, el glaciar Upsala y el glaciar Viedma.
Para el sector sur, según el Inventario Público de Glaciares publicado por la DGA en 2014, se encuentran un total de 9 glaciares, representando un volumen total equivalente de agua en las cuencas de 0,0027 km³.: 42 

## Clima

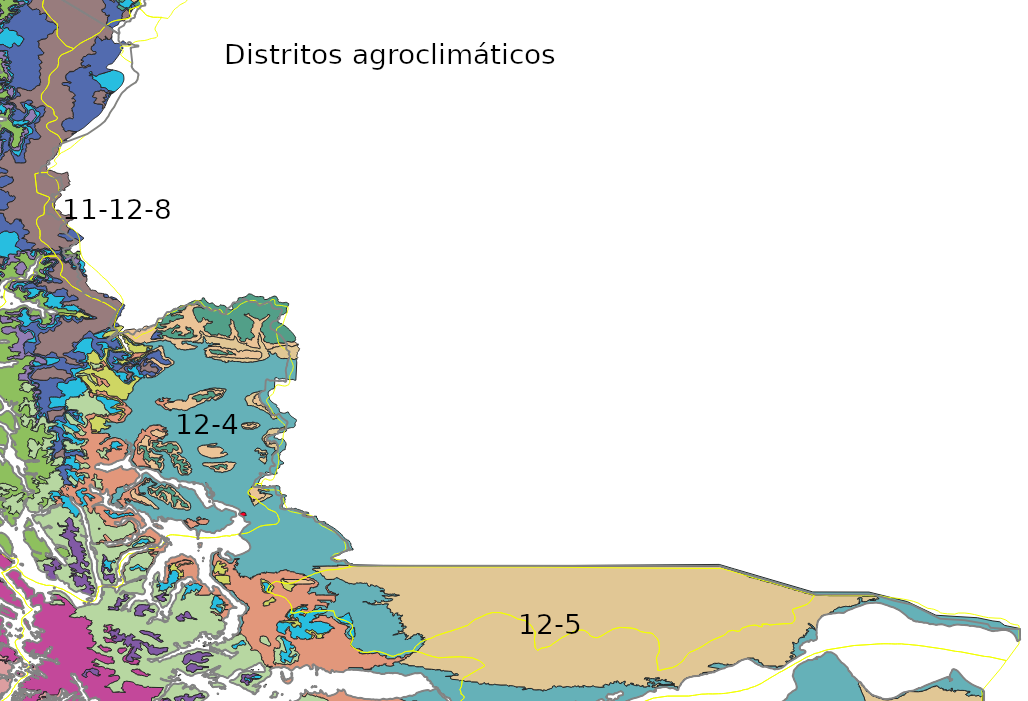
Distritos agroclimáticos en el ítem 126 del inventario de cuencas de Chile según el Atlas agroclimático.

El Atlas agroclimático de Chile distingue 3 distritos en la "cuenca sur" como la hemos llamado. Son bloques que se suceden de oeste a este en el siguiente orden:
- 12-3 Tundra (ET) con temperaturas que oscilan entre un máximo de enero de 13,6 °C y un mínimo de julio de -0,7 °C. Tiene un promedio de 0 días consecutivos libres de heladas. En el año se registra un promedio de 139 heladas. El periodo de temperaturas favorables a la actividad vegetativa dura 0 meses. Registra anualmente 113 días grado y 1.800 horas de frío acumuladas hasta el 31 de Julio. La precipitación media anual es de 953 mm y un periodo seco de 0 meses, con un déficit hídrico de 17 mm/año. El período húmedo dura 10 meses durante los cuales se produce un excedente hídrico de 245 mm.

- 12-4 Estepa fría con régimen de humedad sub húmedo húmedo (BSkShh) con temperaturas que oscilan entre un máximo de enero de 15,7 °C y un mínimo de julio de -1,4 °C. Tiene un promedio de 58 días consecutivos libres de heladas. En el año se registra un promedio de 137 heladas. El periodo de temperaturas favorables a la actividad vegetativa dura 3 meses. Registra anualmente 207 días grado y 1.800 horas de frio acumuladas hasta el 31 de Julio. La precipitación media anual es de 444 mm y un periodo seco de 4 meses, con un déficit hídrico de 378 mm/año. El período húmedo dura 1 mes durante los cuales se produce un excedente hídrico de 0 mm.

- 12-5 Estepa fría con régimen de humedad semiárido (BSkSa) y temperaturas que oscilan entre un máximo de enero de 15,6 °C y un mínimo de julio de -2,6 °C. Tiene un promedio de 54 días consecutivos libres de heladas. En el año se registra un promedio de 162 heladas. El periodo de temperaturas favorables a la actividad vegetativa dura 1 mes. Registra anualmente 199 días grado y 1.800 horas de frío acumuladas hasta el 31 de Julio. La precipitación media anual es de 341 mm y un periodo seco de 7 meses, con un déficit hídrico de 472 mm/año. El período húmedo dura 0 meses durante los cuales se produce un excedente hídrico de 0 mm.

Los sectores norte y medio del ítem, cubiertos por el campo patagónico de hielo sur, tienen un clima tipo:
- 11-12-8, polar (EH) con temperaturas que oscilan entre un máximo de enero de 4,6 °C y un mínimo de julio de -7,3 °C. Tiene un promedio de 0 días consecutivos libres de heladas. En el año se registra un promedio de 355 heladas. El periodo de temperaturas favorables a la actividad vegetativa dura 0 meses. Registra anualmente 0 días grado y 1.800 horas de frío acumuladas hasta el 31 de Julio. La precipitación media anual es de 1.806 mm y un periodo seco de 0 meses, con un déficit hídrico de 0 mm/año. El período húmedo dura 12 meses durante los cuales se produce un excedente hídrico de 1.132 mm.

## Áreas bajo protección oficial y conservación de la biodiversidad
Las áreas bajo protección oficial pertenecientes al Sistema Nacional de Áreas Silvestres Protegidas por el Estado (SNASPE) que se emplazan en la cuenca corresponden a:
- Parque nacional Pali Aike

La zona del ítem 126 se encuentra en peligro de ser afectada por la introducción de una especie foránea sin enemigos naturales, lo que le permite expandirse en la región con un grave daño al medioambiente. Se trata del castor (Castor canadensis): 38 